# Outlaw Gentlemen & Shady Ladies
Outlaw Gentlemen & Shady Ladies (engl. für ‚Gesetzlose Ehrenmänner & anrüchige Damen‘) ist das fünfte Studioalbum der dänischen Metal-Band Volbeat. Es erschien am 5. April 2013 über Vertigo Records und erreichte in sechs Ländern Platz eins der jeweiligen Albumcharts. In Dänemark wurde das Album mit Dreifachplatin, in Deutschland mit Dreifachgold und in Österreich mit Platin ausgezeichnet. Das Lied „Room 24“ wurde bei den Grammy Awards 2014 in der Kategorie Best Metal Performance nominiert. Die Band gewann 2014 den Echo in der Kategorie Rock/Alternative International.

## Entstehung

### Songwriting
Die Musik für das Album entstand während verschiedener Tourneen durch Europa und Nordamerika. Sänger und Gitarrist Michael Poulsen sammelte dabei Ideen auf seinem Mobiltelefon. Nachdem die Band nach Dänemark zurückgekehrt war, arbeitete Poulsen innerhalb von sechs Monaten aus dem Material die neuen Lieder aus. Nachdem die ersten drei Lieder fertig waren stellte er fest, dass die Lieder ein Western-Gefühl transportieren.
Nebenbei suchte die Band nach einem Nachfolger für den Gitarristen Thomas Bredahl. Michael Poulsen erklärte in einem Interview, dass Volbeat zunächst einen dänischen Gitarristen testeten. Dieser erwies sich bei gemeinsamen Proben laut Poulsen als „sehr guter Gitarrist“, jedoch funktionierte das zwischenmenschliche nicht. Schlagzeuger Jon Larsen fügte hinzu, dass der namentlich nicht bekannte Kandidat es sich nicht vorstellen konnte, lange mit der Band auf Tournee zu gehen. Als Konsequenz verständigten sich Michael Poulsen, Jon Larsen und Bassist Anders Kjølholm darauf, als Trio ins Studio zu gehen.

### Aufnahmen
Die Aufnahmen zum Album begannen im Januar 2013. Im Gegensatz zu den ersten vier Studioalben brach die Band mit einigen Gewohnheiten. So wurde dieses Mal ein neues Studio gebucht und neben dem bisherigen Produzenten Jacob Hansen wurde der ehemalige Anthrax-Gitarrist Rob Caggiano verpflichtet. Michael Poulsen erklärte in einem Interview, dass ihm Caggianos Arbeit für The Damned Things und dem Anthrax-Album Worship Music sehr gefiel. Die Aufnahmen fanden in dem PUK Studios in Randers statt. Die Zusammenarbeit mit Caggiano erwies sich laut Sänger Michael Poulsen als inspirierend, so dass Caggiano Anfang Februar 2013 als offizielles Bandmitglied vorgestellt wurde.

„Und dann bat ich Rob [Caggiano], einige Soli für die Platte einzuspielen, die uns allesamt extrem gefielen. Ich gab Rob drei meiner Songs, bei denen ich jeweils ein paar Lücken gelassen hatte. Ich war sehr gespannt, wie er diese Lücken füllen würde. Seine Vorschläge waren so gut, dass wir sie allesamt verwendet haben.“

Wie schon beim vorherigen Album treten mehrere Gastmusiker auf. So ist King Diamond bei dem Lied Room 24 zu hören. Bei Lonesome Rider singt die Kanadierin Sarah Blackwood von der Band Walk Off the Earth. Weitere Gastmusiker sind Paul Lamb (Mundharmonika), Rod Sinclair (Banjo), Anders Pedersen (Slide-Gitarre) und Jakob Øelund (Kontrabass).

### Veröffentlichung
Neben der regulären Version erschien das Album in einer limitierten Auflage mit einer Bonus-CD. Diese Bonus-CD enthält das Lied Ecotone, das Lied Lola Montez in einer Mundharmonika-Version, die beim Wacken Open Air 2012 mitgeschnittenen Liveversionen der Lieder 7 Shots und Evelyn sowie eine Demoversion von Evelyn. Für die Lieder Cape of Our Hero und Lonesome Rider wurden Musikvideos gedreht. Für Anfang November 2013 erscheint eine Tour Edition des Albums, welche als Bonus eine einstündige Live-DVD mit Impressionen von Auftritten der Band bei diversen Festivals enthält.

## Hintergrund
Laut Sänger Michael Poulsen behandelt etwa die Hälfte der Lieder Geschichten über Revolverhelden aus dem Wilden Westen des 19. Jahrhunderts. Einige Charaktere sind Legenden aus dieser Ära wie zum Beispiel Doc Holliday oder Lola Montez, einige andere fiktive Persönlichkeiten. Der Albumtitel ist von den so genannten Spaghettiwestern inspiriert. Obwohl nur die Hälfte der Lieder mit der Thematik zusammenhängen, bezeichnete Michael Poulsen Outlaw Gentleman & Shady Ladies als Konzeptalbum.
Die erste Singleauskoppelung Cape of Our Hero thematisiert einen Jungen, der inspiriert durch Comics in seinem Vater einen Superhelden sieht. Nach dem Tod seines Vaters träumt der Junge davon, von einem Engel mit in die Luft genommen zu werden. Der Junge erhält einen Umhang und sucht nach seinem Vater. Der Text für das Lied Room 24 wurde durch ein unheimliches Ereignis in einem Hotelzimmer in den USA inspiriert, als Poulsen eine Schlafparalyse erlebte.

„Ich bin noch vor dem Sonnenaufgang wach geworden, konnte aber weder Arme noch Beine bewegen. Sprechen konnte ich auch nicht. Um mich herum wurde alles dunkel, ich hatte das Gefühl, jemand oder etwas drückt mir auf den Brustkorb, ich dachte, ich hätte einen Herzinfarkt oder müsste ersticken. Ich fragte mich: Fühlt sich so sterben an?“

Dead But Rising wurde von einem Ausflug inspiriert, den Poulsen nach Tupelo, der Geburtsstadt von Elvis Presley machte. Auf dem Weg dorthin fiel sein Navigationssystem aus und er folgte den Straßenschildern und bemerkte, dass über ihm ein Adler flog. Dieser Adler erinnerte ihn an eine Adler-Tätowierung, die sein verstorbener Vater einst trug. The Sinner Is You beschäftigt sich mit der Frage, warum sich der Tod immer die guten Menschen aussucht und nicht die, die es verdient hätten zu sterben.

## Rezeption

### Rezensionen
Frank Albrecht vom deutschen Magazin Rock Hard schrieb in seiner Rezension, dass das Album „ganz sicher nicht die beste Scheibe der Dänen“ wäre, aber dennoch „reichlich Klasse besitzt“. Einige Lieder sein zwar „auf den Mainstream-Markt zugeschnitten“, besitzen allerdings „griffige Melodien und eingängige Refrains“. Einziger Kritikpunkt sei die „recht zahme Produktion“, weil Volbeat „mehr Ecken und Kanten haben, als teilweise zu hören ist“. Er vergab acht von zehn Punkten. Für Peter Kubaschk vom Onlinemagazin Powermetal.de dürfte Outlaw Gentlemen & Shady Ladies „die Erwartungen der meisten Fans sicher erfüllen“, wenngleich ihm „die Spritzigkeit und Explosivität, die die Frühwerke der Band noch auszeichnete, fehlt“. Kubaschk bewertete das Album mit acht von zehn Punkten. Kritischer zeigte sich Heiko Eschenbach vom Onlinemagazin Metal.de. Seiner Meinung nach gibt es auf dem Album „viel nett zu hörendes Mittelmaß, aber keinen einzigen herausragenden Hit, den man sich immer und immer wieder reinpfeiffen will“. Eschenbach bewertete Outlaw Gentlemen & Shady Ladies mit sieben von zehn Punkten.

### Auszeichnungen
Bei den Danish Music Awards 2013 wurde Outlaw Gentlemen & Shady Ladies als bestes dänisches Rockalbum ausgezeichnet. Darüber hinaus gewann die Band noch den Preis in der Kategorie Dänische Band des Jahres. Das Album sowie das Lied Lola Montez wurden bei den Loudwire Music Awards 2013 in den Kategorien Best Rock Album und Best Rock Song nominiert, die Preise gingen jedoch an Skillet bzw. Avenged Sevenfold. Das Lied „Room 24“ wurde bei den Metal Hammer Awards 2013 in der Kategorie Metal Anthem nominiert. Der Preis ging jedoch an die Band Callejon für das Lied „Porn from Spain“. Bei den Grammy Awards 2014 wurde das gleiche Lied in der Kategorie Best Metal Performance nominiert. Der Preis ging allerdings an Black Sabbath. Bei der deutschen Echoverleihung 2014 wurden Volbeat in der Kategorie Rock/Alternative International ausgezeichnet.

## Kommerzieller Erfolg

### Chartplatzierungen
Die vorab ausgekoppelte Single Cape of Our Hero erreichte Platz sechs der dänischen Singlecharts ein. In den österreichischen Singlecharts erreichte das Lied Platz 34 und in den deutschen Singlecharts Platz 68. Das Album stieg in Dänemark, Deutschland, Österreich, der Schweiz, Norwegen und Kanada direkt auf Platz eins der jeweiligen Albumcharts ein. In den US-amerikanischen Albumcharts erreichte Outlaw Gentlemen & Shady Ladies Platz neun und wurde in der ersten Woche nach der Veröffentlichung dort 39.000 Mal verkauft. Die zweite Singleauskopplung Lonesome Rider erreichte Platz 36 der dänischen Singlecharts. Bis Mai 2015 wurde das Album in den USA etwa 300.000 Mal verkauft.
| ChartsChartplatzierungen       | Höchstplatzierung | Wochen |
| ------------------------------ | ----------------- | ------ |
| Dänemark (IFPI/Nielsen)        | 1 (79 Wo.)        | 79     |
| Deutschland (GfK)              | 1 (75 Wo.)        | 75     |
| Österreich (Ö3)                | 1 (66 Wo.)        | 66     |
| Schweiz (IFPI)                 | 1 (22 Wo.)        | 22     |
| Vereinigte Staaten (Billboard) | 9 (43 Wo.)        | 43     |
| Vereinigtes Königreich (OCC)   | 78 (1 Wo.)        | 1      |

| ChartsJahrescharts (2013)      | Platzierung |
| ------------------------------ | ----------- |
| Dänemark (IFPI/Nielsen)        | 5           |
| Deutschland (GfK)              | 8           |
| Österreich (Ö3)                | 11          |
| Schweiz (IFPI)                 | 68          |
| Vereinigte Staaten (Billboard) | 195         |

| ChartsJahrescharts (2014) | Platzierung |
| ------------------------- | ----------- |
| Dänemark (IFPI/Nielsen)   | 49          |

| ChartsJahrescharts (2015) | Platzierung |
| ------------------------- | ----------- |
| Dänemark (IFPI/Nielsen)   | 74          |

| ChartsJahrescharts (2016) | Platzierung |
| ------------------------- | ----------- |
| Dänemark (IFPI/Nielsen)   | 49          |

| ChartsJahrescharts (2017) | Platzierung |
| ------------------------- | ----------- |
| Dänemark (IFPI/Nielsen)   | 98          |

### Auszeichnungen für Musikverkäufe
| Land/Region               | Auszeichnungen für Musikverkäufe (Land/Region, Auszeichnung, Verkäufe) | Verkäufe  |
| ------------------------- | ---------------------------------------------------------------------- | --------- |
| Dänemark (IFPI)           | 4× Platin                                                              | 80.000    |
| Deutschland (BVMI)        | 2× Platin                                                              | 400.000   |
| Kanada (MC)               | Platin                                                                 | 80.000    |
| Norwegen (IFPI)           | Gold                                                                   | 15.000    |
| Österreich (IFPI)         | 2× Platin                                                              | 30.000    |
| Schweden (IFPI)           | 2× Platin                                                              | 60.000    |
| Vereinigte Staaten (RIAA) | Gold                                                                   | 500.000   |
| Insgesamt                 | 2× Gold · 11× Platin ·                                                 | 1.165.000 |

Darüber hinaus wurden die Singles Cape of Our Hero, Lola Montez und Lonesome Rider in Dänemark jeweils mit Gold ausgezeichnet.